# Pandinurus riccardoi
Espèce
Synonymes
- Pandinus riccardoi Rossi, 2015
- Pandinus bottegoi Rossi, 2015

Pandinurus riccardoi est une espèce de scorpions de la famille des Scorpionidae.

## Distribution
Cette espèce est endémique de la région d'Oromia en Éthiopie,. Elle se rencontre vers la zone Mirab Hararghe.

## Description
Pandinurus riccardoi mesure de 85 à 110 mm,.

## Systématique et taxinomie
Cette espèce a été décrite sous le protonyme Pandinus riccardoi par Rossi en 2015. Elle est placée en synonymie avec Pandinurus platycheles, sur la base d'une mauvaise identification de cette espèce, par Kovařík, Lowe, Soleglad et Plíšková en 2017. Elle est relevée de synonymie par Kovařík, Lowe et Elmi en 2017 qui dans le même temps placent Pandinus bottegoi en synonymie.

## Étymologie
Cette espèce est nommée en l'honneur du sculpteur Riccardo Rossi.

## Publication originale
- Rossi, 2015 : « Una revisione preliminare del genere Pandinus Thorell, 1876 con la descrizione di un nuovo sottogenere e due nuove specie dall'Etiopia (Scorpiones, Scorpionidae). » Arachnida - Rivista Aracnologica Italiana, vol. 1, p. 37–52.